# Hôtel d'Angoulême Lamoignon
L'Hôtel d'Angoulême Lamoignon è un hôtel particulier della fine del XVI secolo, nel quartiere Le Marais nel IV arrondissement di Parigi. È l'edificio meglio conservato di questo periodo a Parigi. Dal 1969 è sede della Bibliothèque Historique de la Ville de Paris e il suo giardino, Hôtel-Lamoignon - Mark Ashton Garden, è aperto al pubblico.

## Storia
Il lotto dell'hôtel si trova fuori dai confini della Parigi medievale, a nord delle mura di Filippo Augusto. Nel secondo quarto del XVI secolo, sotto l'influenza di Francesco I, l'Hotel reale Saint-Pol e i suoi giardini furono divisi in lotti e, dopo il 1543, edificati. Nel quartiere di Saint-Paul seguì un vigoroso movimento di costruzione di hôtel particulier e di ricche case a schiera, che resero Le Marais il quartiere parigino più amato dall'alta nobiltà.
Diana di Francia, figlia legittimata di Enrico II di Francia e della sua giovane amante Filippa Duci, fu creata duchessa di Angoulême nel 1582. Il suo nuovo titolo portò con sé una notevole ricchezza e, quando nel 1584 ereditò un grande lotto vicino all'incrocio tra rue des Francs-Bourgeois e rue Pavée nel quartiere Le Marais, decise di utilizzarlo come sede della sua principale residenza urbana. La costruzione dell'Hôtel d'Angoulême iniziò nel 1584, ma fu probabilmente interrotta dalle guerre di religione e completata solo da una seconda fase di costruzione nel 1611. Il suo architetto è ancora incerto: a lungo attribuito a Baptiste Androuet du Cerceau per motivi stilistici, una scoperta d'archivio del 1984 ha portato alcuni storici a considerare Louis Métezeau come progettista. Ora si ritiene che sia stato, più probabilmente, progettato dal padre di Louis, Thibault Métezeau,. Un'altra ipotesi suggerisce che Philibert Delorme abbia costruito l'hôtel agli inizi del secolo.

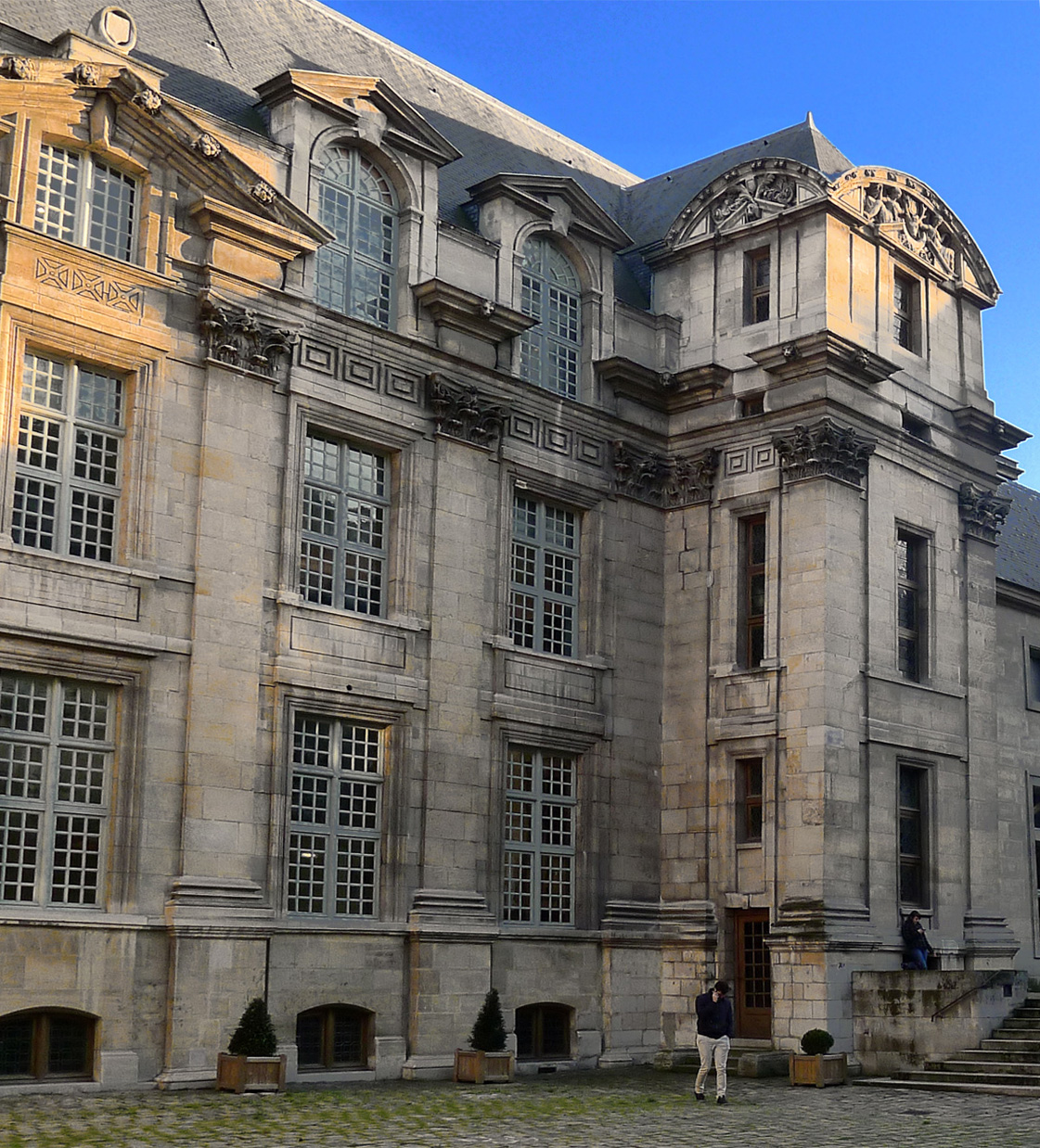
La metà meridionale della facciata del cortile con il padiglione sud

La casa si trovava tra il cortile d'ingresso a ovest e il giardino a est, in una forma che ricorda un piccolo castello. La facciata sul cortile, riccamente ornata e disegnata con precisione, comprendeva un corps de logis alto quattro piani con cinque campate e due padiglioni terminali. È l'unica parte della casa sopravvissuta più o meno come fu originariamente costruita. L'hôtel fu tra i primi in Francia ad utilizzare lesene corinzie basate sui De architectura di Vitruvio, tradotto nel 1567, pochi anni prima, da Daniele Barbaro. L'uso dell'ordine gigante per queste lesene, caratteristica allora inconsueta per un hôtel particulier, mirava a conferire alla facciata un aspetto maestoso, per esprimere la dignità sociale dei suoi reali abitanti. Il disegno della facciata è fortemente manierista con la trabeazione spezzata dall'alto dalla parte inferiore degli alti abbaini e un motivo greco connesso ai capitelli. La baia centrale, dove originariamente si trovava l'ingresso principale, è sormontata da un frontone a letto aperto, e i frontoni curvi nella parte superiore dei padiglioni sono decorati con rilievi scolpiti (molto restaurati), che rappresentano teste di cervo e cane, riflettendo il vivo interesse di Diana di Francia per la caccia.
L'aspetto della facciata sul giardino, conservato in un'incisione di Claude Chastillon e in un'altra di Israel Silvestre, era allora ben diverso dall'attuale: l'ingresso era servito da una doppia scala rettilinea all'italiana prospiciente un ampio parterre che si estendeva fino all'attuale rue de Sévigné; la facciata presentava anche due padiglioni per lato e gli stessi pilastri della facciata del cortile.

La grande facciata nel XVII secolo
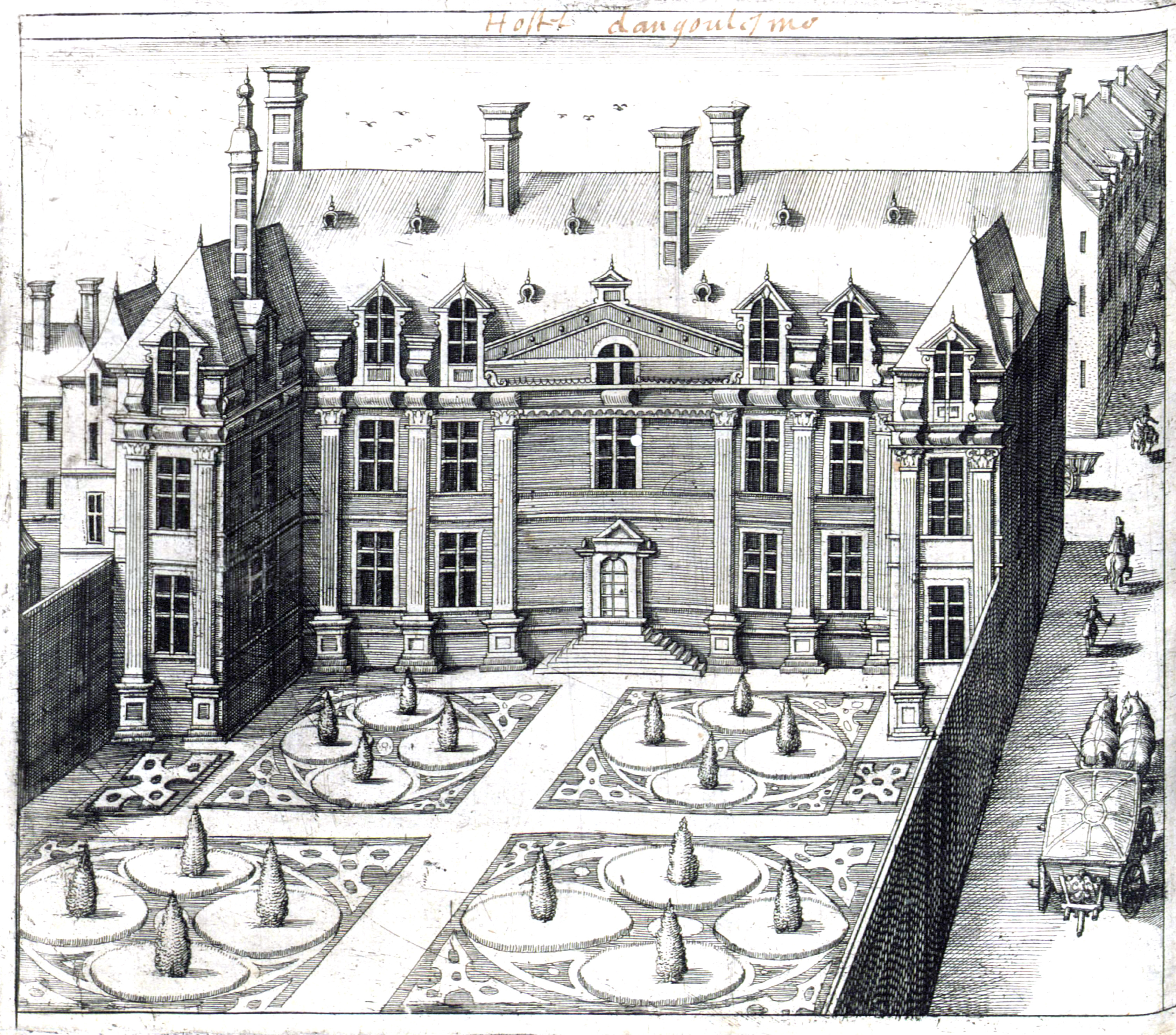
Incisione da Claude Chastillon, c. 1611
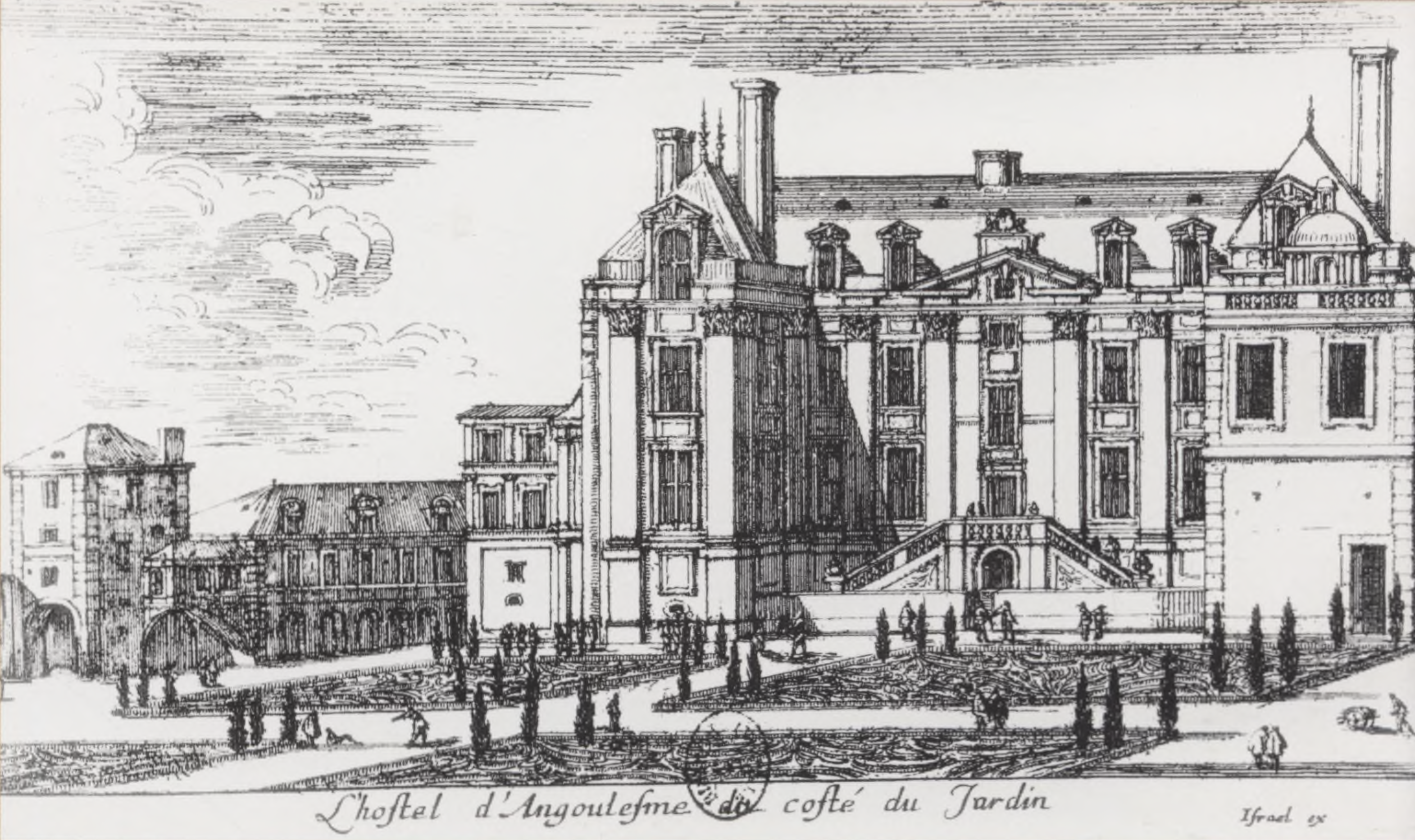
Incisione di Israel Silvestre, c. 1650

### Modifiche sotto Carlo di Valois
Dopo la morte di Diana nel 1619, Carlo di Valois, figlio illegittimo di Carlo IX e nipote di Enrico III, ereditò l'edificio e vi abitò fino al 1650. Incaricò gli architetti, François Boullet e Jean Thiriot, di ampliare l'hôtel, alterando il progetto originale, tra il 1624 e il 1640. Fu aggiunta una nuova ala a nord del cortile d'ingresso, di fronte alla rue des Francs-Bourgeois; un piccolo locale della torre di guardia, incastonato nel muro d'angolo della strada, permetteva all'irrequieto Carlo d'Angoulème di spiare in entrambe le strade. Comandante bellicoso durante la travagliata epoca delle guerre di religione, Carlo teneva nell'edificio un gran numero di armi, quali carabine e moschetti, utilizzandolo come struttura militare.

L'ala nord, costruita all'inizio del XVII secolo
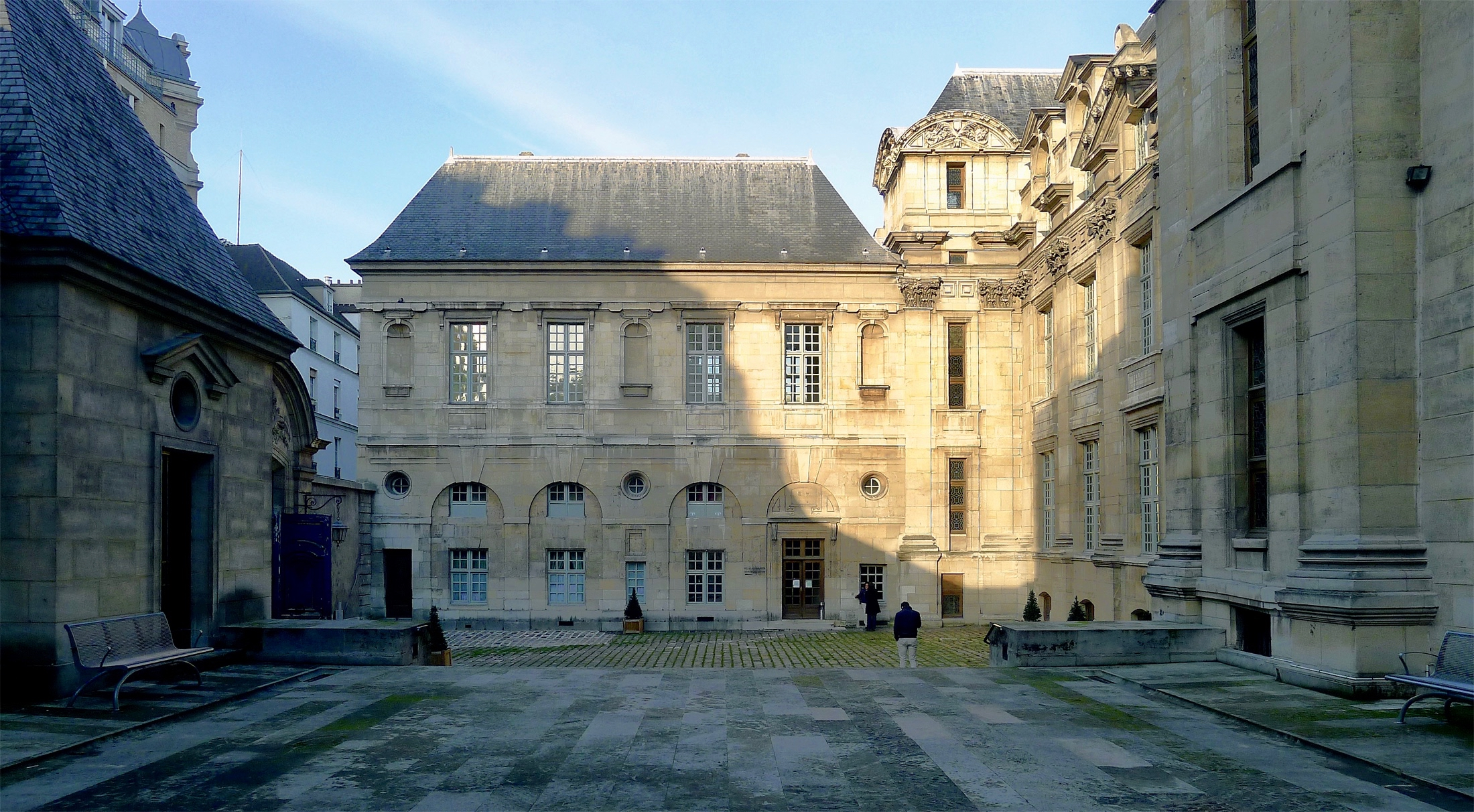
Facciata del cortile dell'ala nord sul lato opposto del cortile principale

Piccolo locale a mensola nell'angolo nord-ovest dell'ala nord
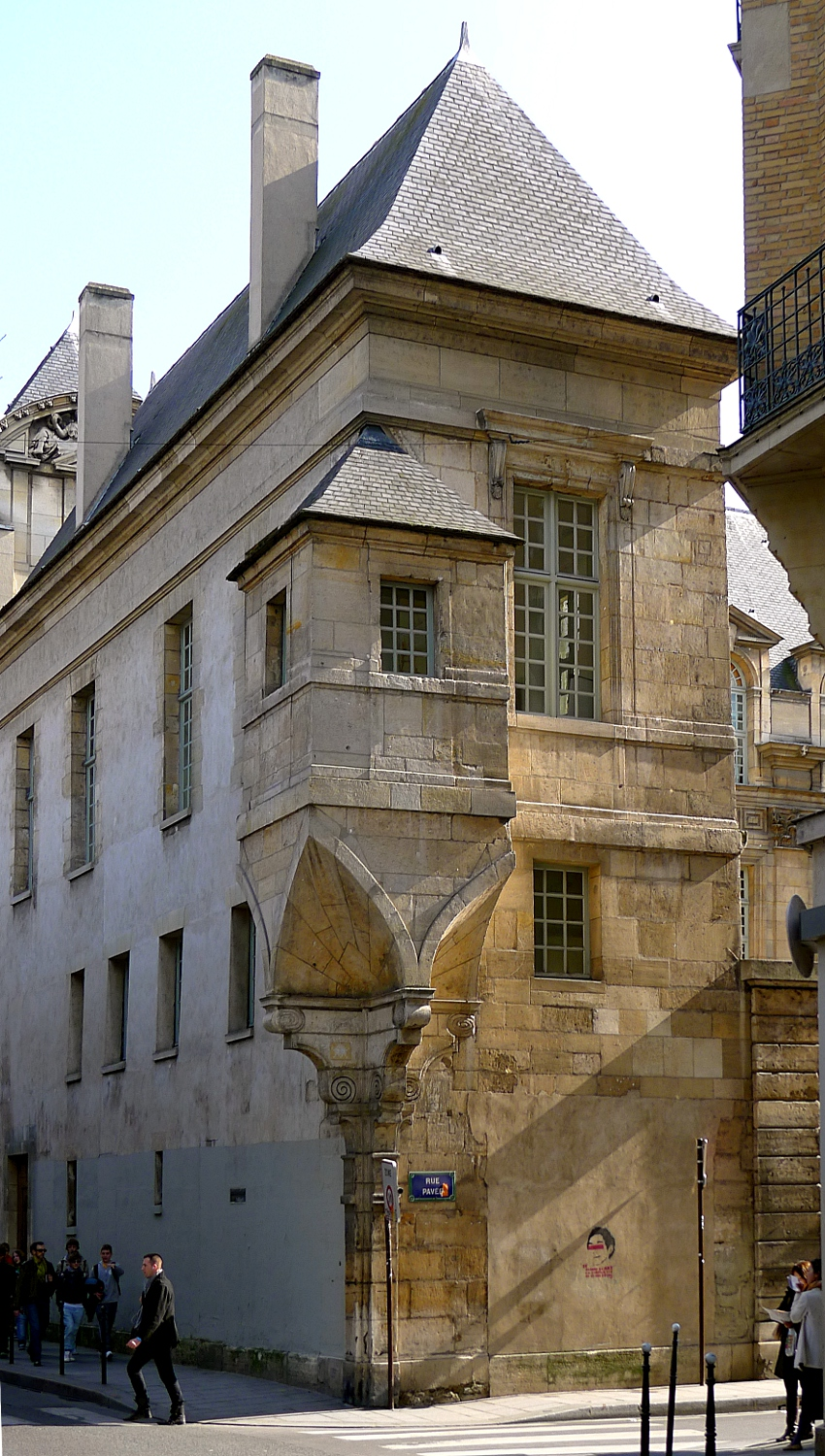
Rue Pavée a destra e rue des Francs-Bourgeois a sinistra
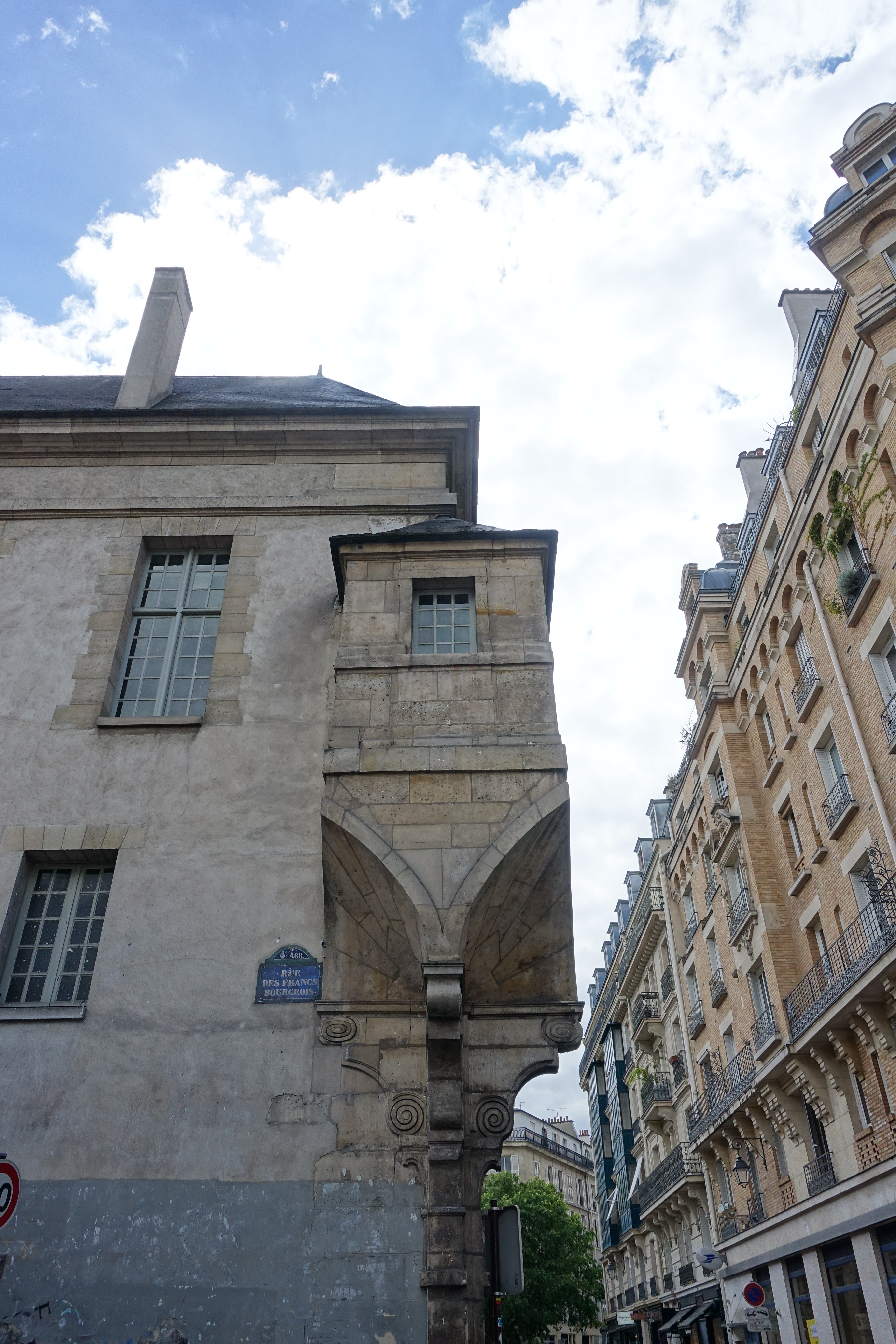
Guardando a sud da rue des Francs-Bourgeois
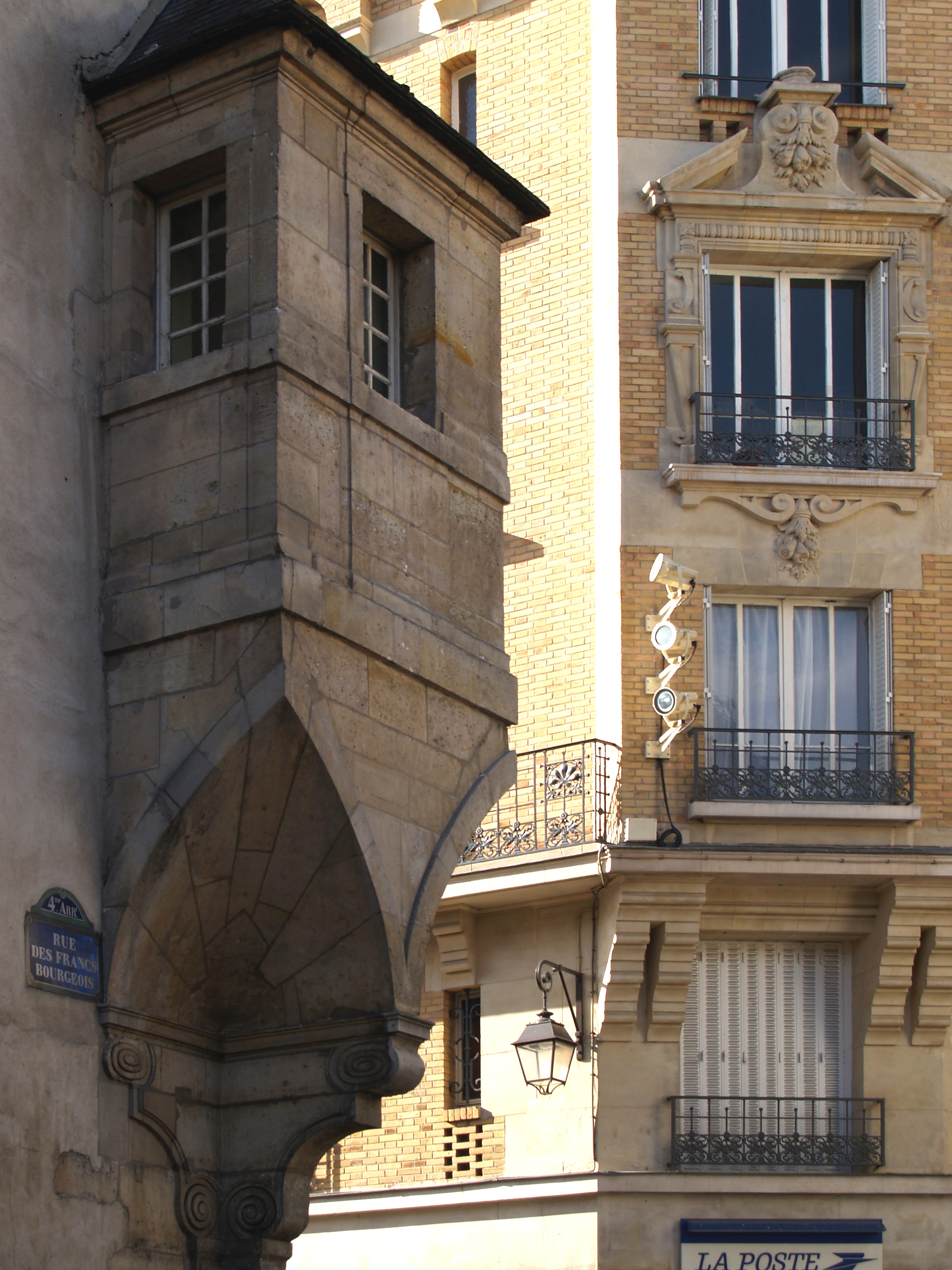
Guardando a sud-ovest

### Modifiche sotto i Lamoignon

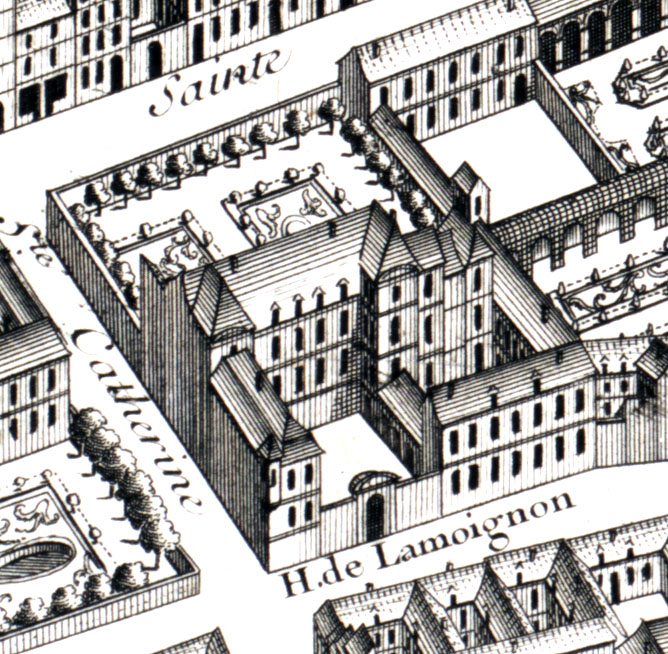
L'Hôtel de Lamoignon come raffigurato su una mappa di Parigi del 1739

Dopo il 1650 l'edificio fu suddiviso in più residenze. Uno dei suoi inquilini alla fine del XVII secolo fu Guillaume de Lamoignon, presidente del Parlamento di Parigi. Organizzò un piccolo salotto letterario, frequentato da Madame de Sévigné, Racine, Boileau, Bourdaloue, Regnard e Guy Patin. L'hôtel rimase di proprietà della famiglia Lamoignon fino al 1750 e questa lunga occupazione diede all'edificio il nome attuale. In quanto tale, fu il luogo di nascita di Guillaume-Chrétien de Lamoignon de Malesherbes. Dopo averlo affittato per molti anni, Chrétien-François I di Lamoignon, figlio di Guillaume, acquistò infine l'intero hôtel nel 1688.
Chrétien-François in seguito incaricò il famoso architetto reale Robert de Cotte di riorganizzarlo. Nel 1708 De Cotte e il suo studio effettuarono diversi restauri, e costruirono l'attuale portale. Progettò anche un'audace ricostruzione, che prevedeva lo spostamento della rue Pavée antistante l'edificio per ampliare il cortile, la costruzione di un nuovo portale curvo e di una nuova ala, dotata di uno scalone monumentale, al posto del precedente cortile principale, e la modifica della facciata sul giardino. Due planimetrie del progetto sono state recuperate dalle carte dello studio e sono ancora conservate presso la Biblioteca nazionale di Francia. Il progetto avrebbe cambiato completamente l'orientamento dell'hôtel, da nord/sud a est/ovest. Questo non fu seguito da ulteriori modifiche importanti, probabilmente a causa della morte di Chrétien-François de Lamoignon nel 1709. L'edificio attuale è ancora vicino alla sua disposizione seicentesca e il cortile è in gran parte intatto. Tuttavia, forse in vista della realizzazione del progetto, la facciata del giardino fu modificata, il suo frontone e tutti i suoi ornamenti rimossi, i gradini anteriori spostati (probabilmente per adattarsi alla simmetria progettata del nuovo edificio), l'avancorpo sud distrutto. Questa modifica ha portato alla facciata austera e asimmetrica attualmente visibile da rue des Francs-Bourgeois e dal giardino pubblico annesso.

Modifiche e progetto di Robert de Cotte (1708)
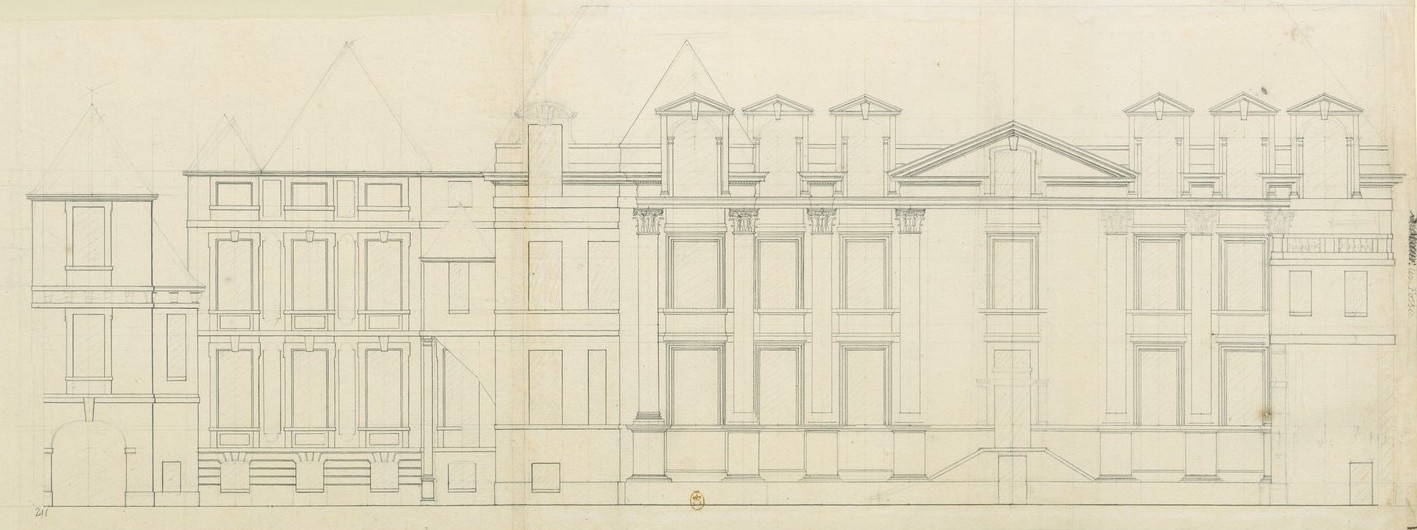
Disegno della facciata di Robert de Cotte, 1708
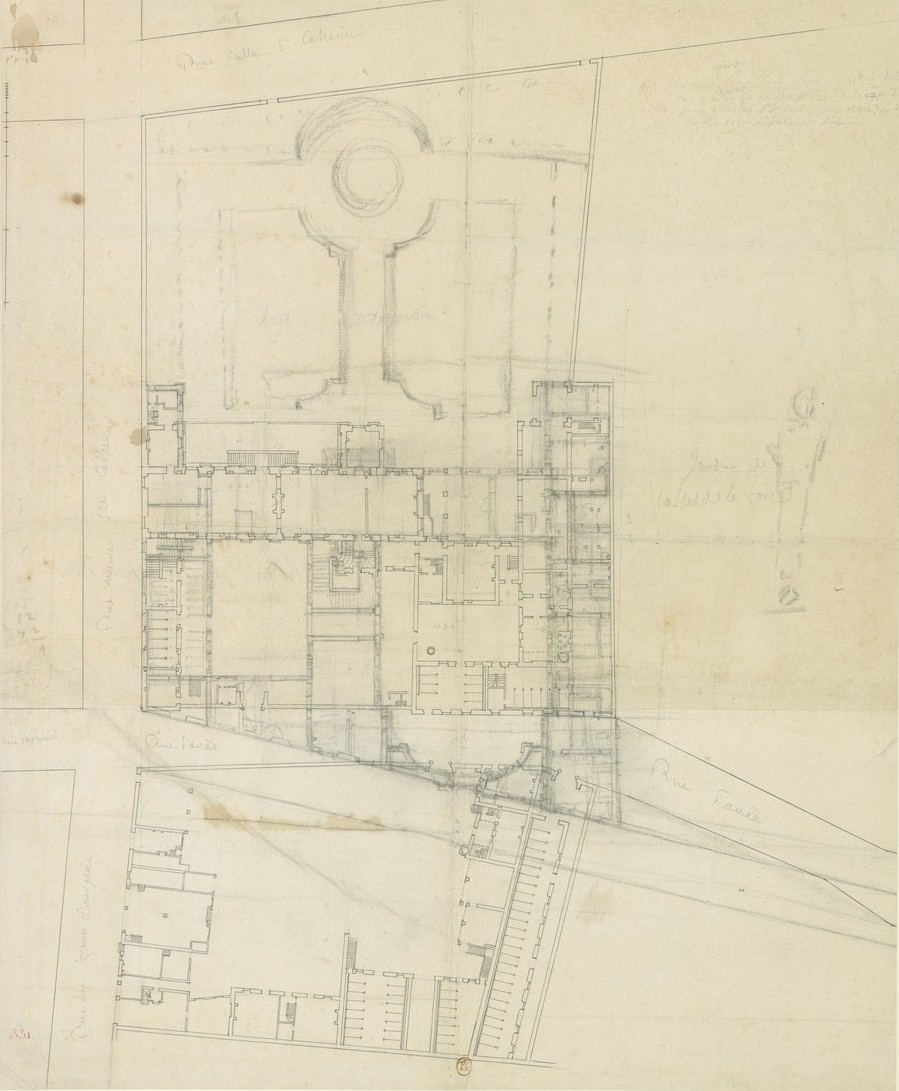
Piano del progetto incompiuto di Robert de Cotte per l'hotel, compreso lo spostamento visibile della rue Pavée per liberare lo spazio per un nuovo ingresso curvo e la costruzione di una nuova ala al centro dell'ex cortile, che funge da nuovo edificio principale
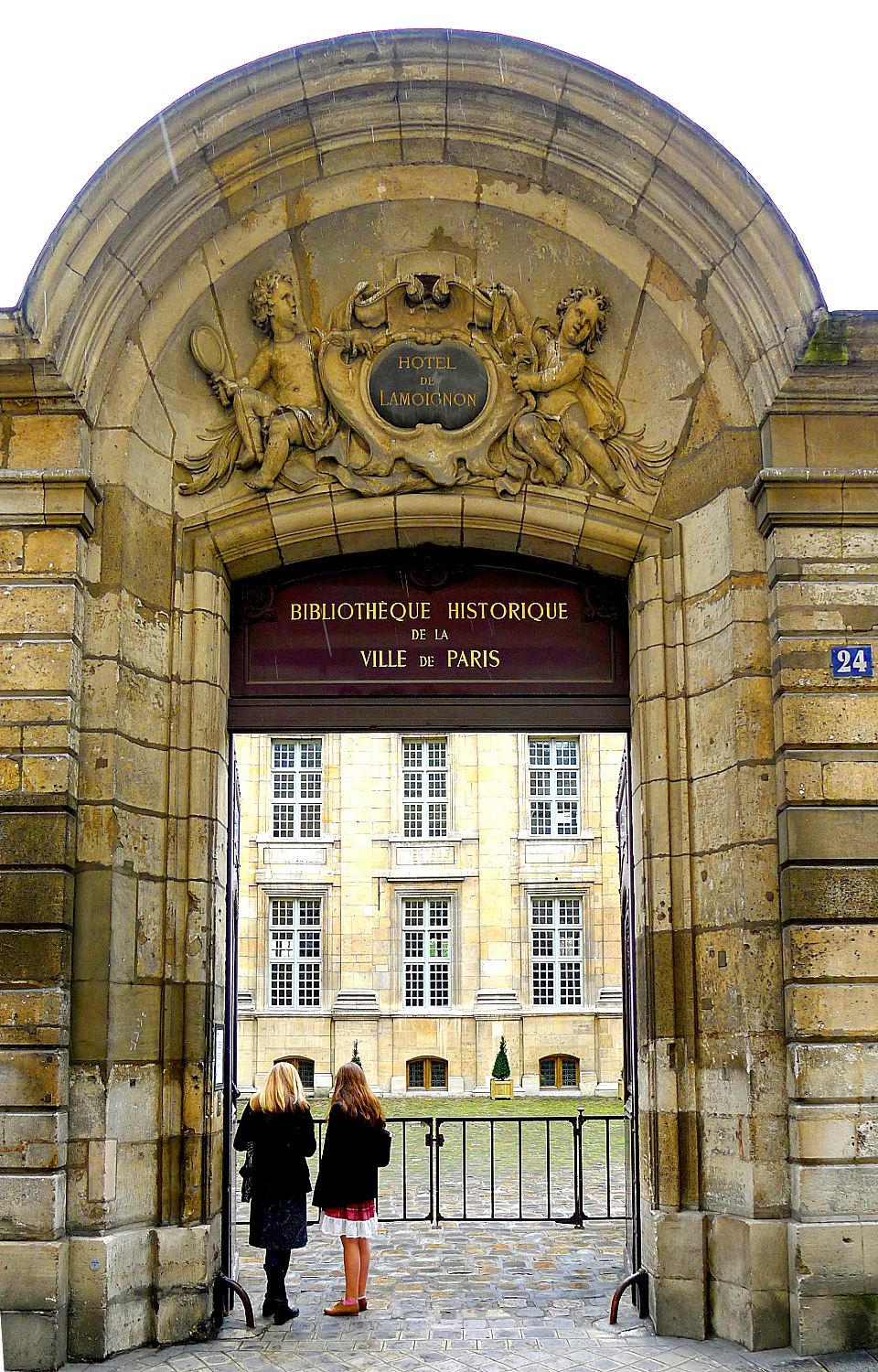
Portale del 1708 di Robert de Cotte
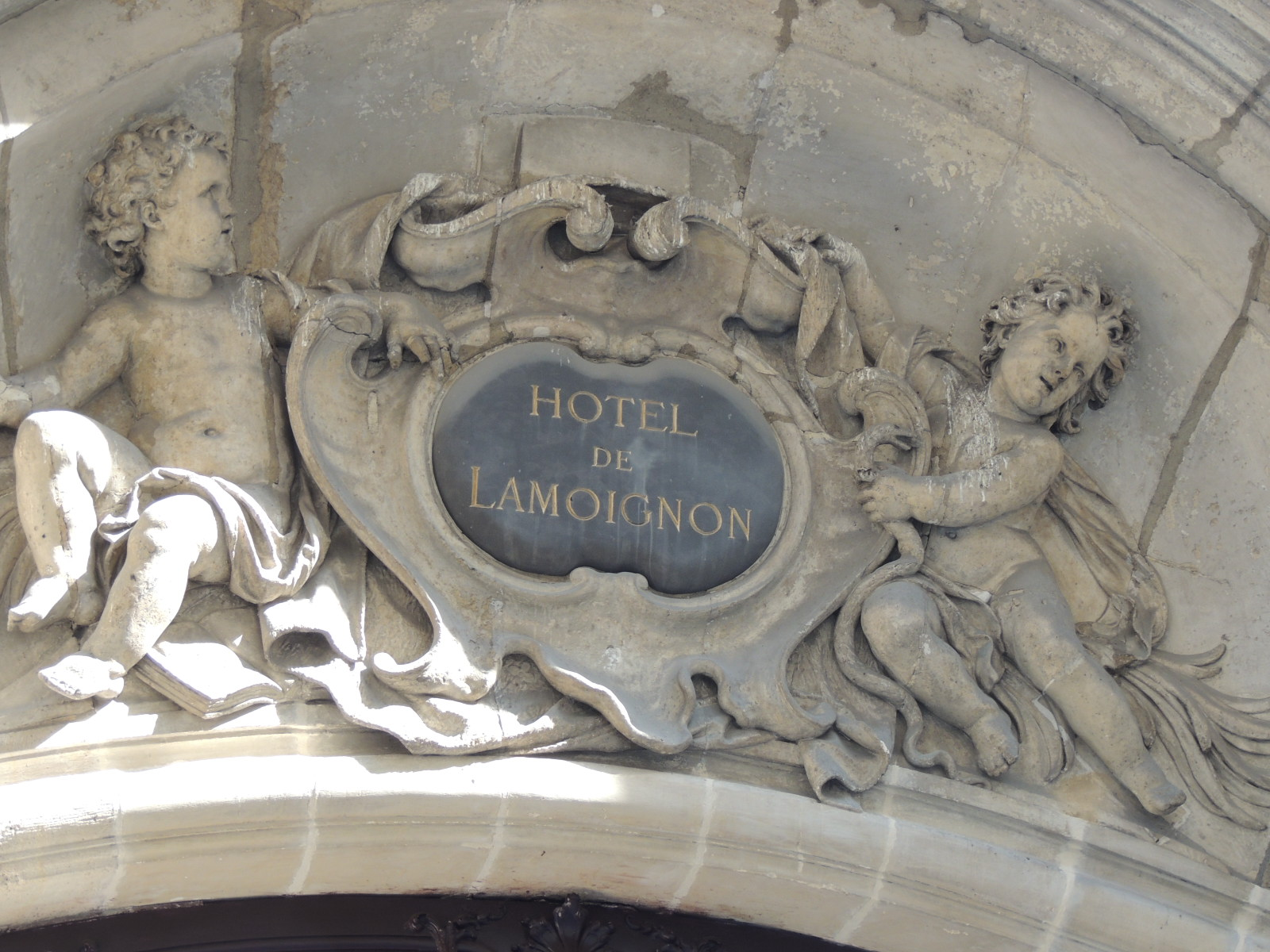
Particolare del timpano, con inciso il nome dell'hôtel
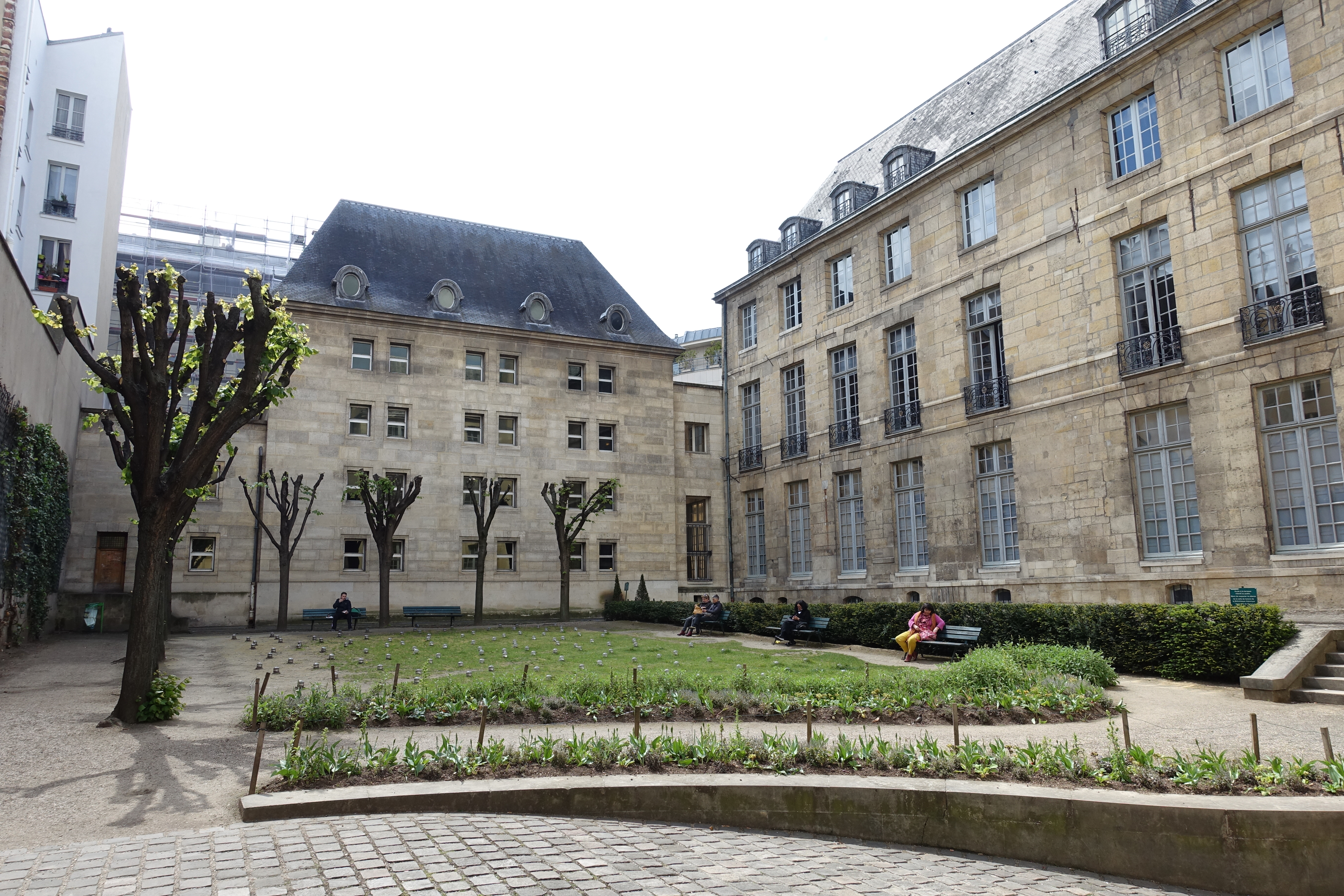
L'austera e asimmetrica facciata sul giardino risultante dalla ricostruzione incompiuta di Robert de Cotte
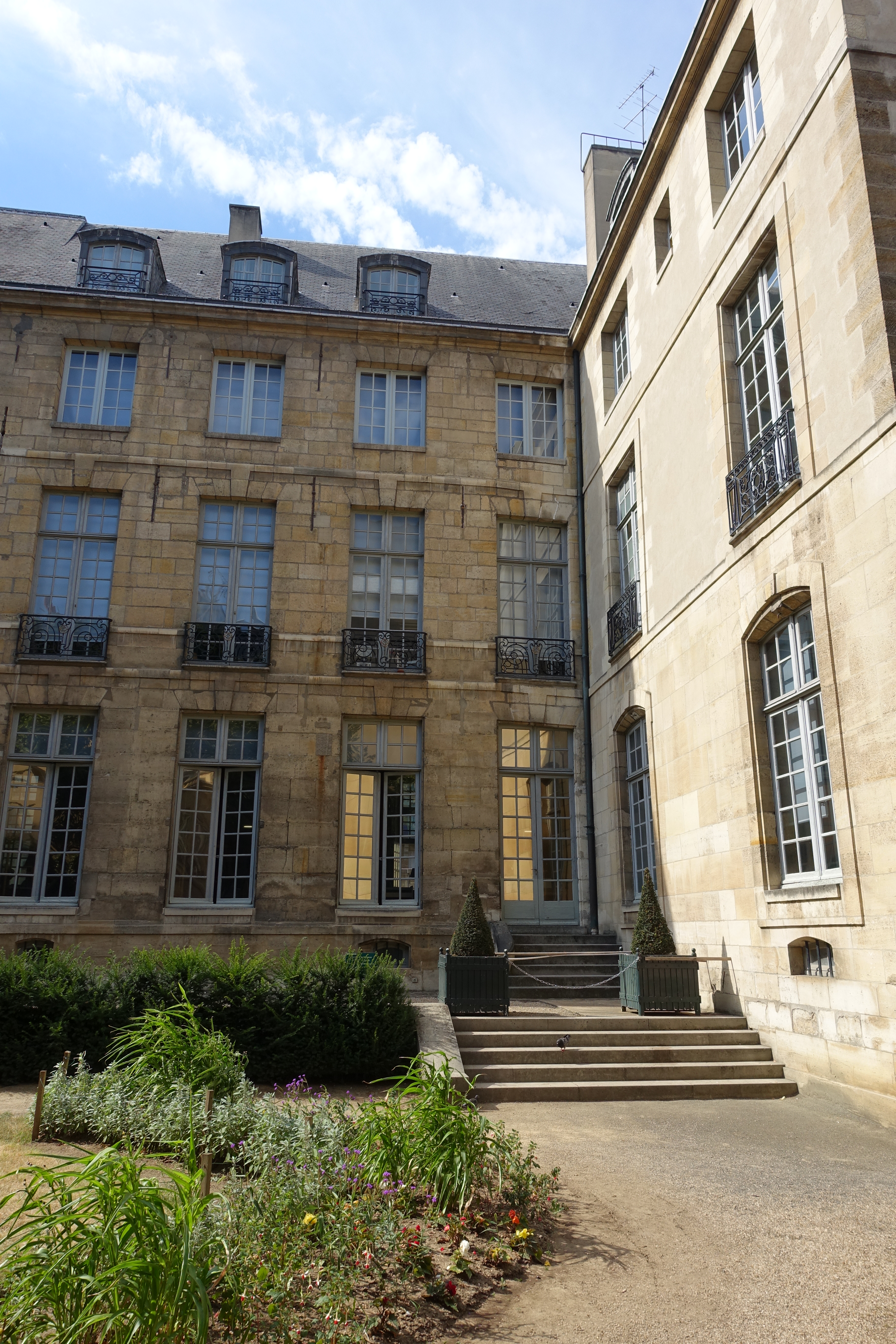
Particolare della facciata sul giardino, che mostra la rimozione di tutti gli ornamenti, lasciando solo la muratura a vista

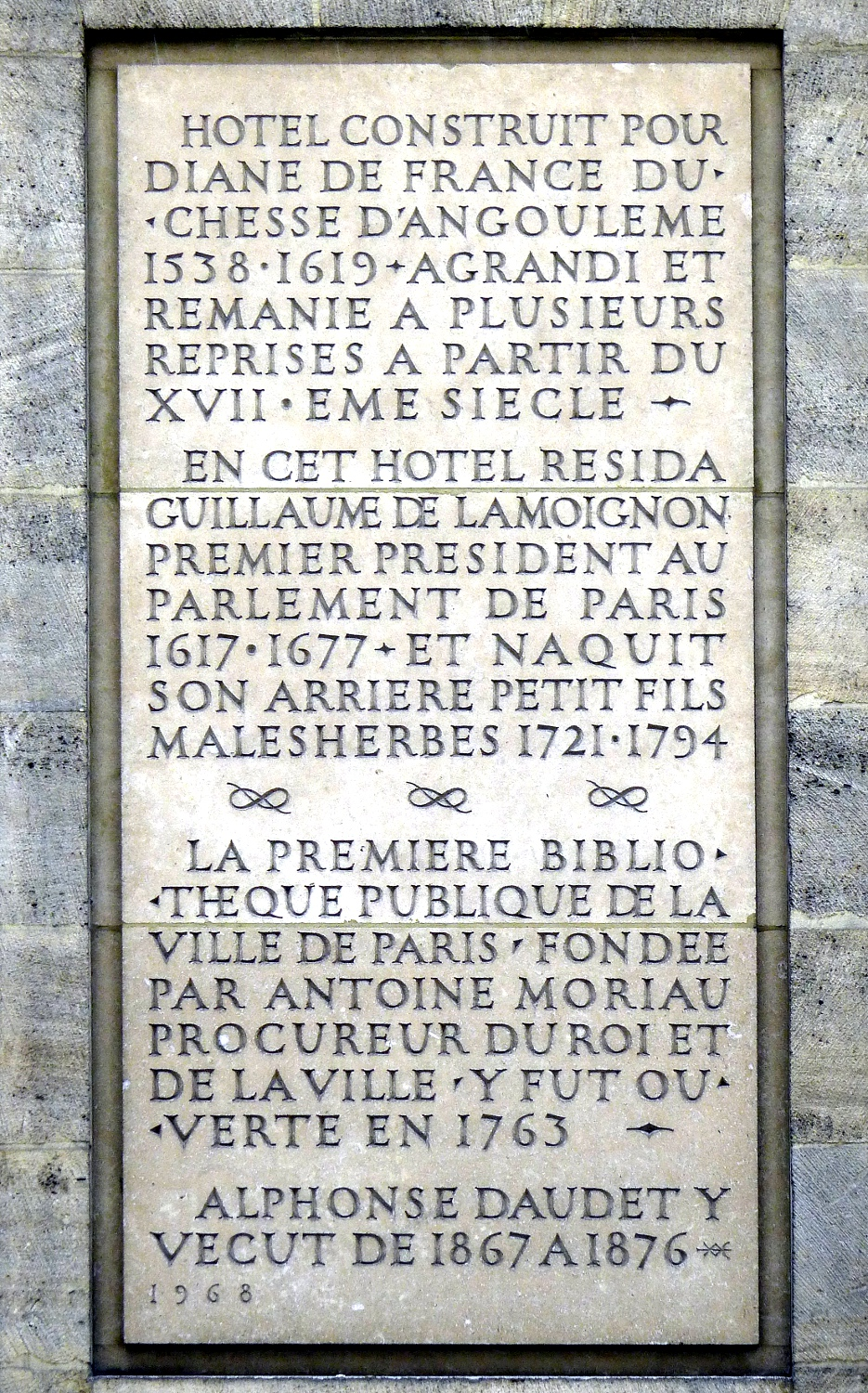
Targa commemorativa sulla facciata della strada, che menziona l'edificio di Diane de France, la famiglia Lamoignon tra cui Malesherbes, lo status di prima biblioteca pubblica di Parigi e casa di Alphonse Daudet.

### Prima biblioteca comunale pubblica di Parigi
Nel 1750, Guillaume de Lamoignon de Blancmesnil lasciò l'hotel per la Gran Cancelleria dopo essere stato designato Cancelliere di Francia. Fu poi affittato da Antoine Moriau, procuratore del re e della città di Parigi. Moriau, bibliofilo e studioso, lo utilizzò per custodire la sua vasta biblioteca privata, che comprendeva una vasta collezione di documenti sulla storia di Parigi. Alla sua morte, avvenuta nel 1759, lasciò in eredità 14.000 volumi alla città che, nel 1763, aprì la raccolta al pubblico. Fu storicamente la prima biblioteca comunale pubblica di Parigi. Nel 1774, la famiglia Lamoignon vendette l'hôtel, che in seguito appartenne all'architetto Jean-Baptiste Louis Élisabeth Le Boursier.

### Periodo di declino dopo la Rivoluzione francese
Dopo la rivoluzione francese, come molti hôtel particulier del Marais, l'edificio entrò in un progressivo decadimento. Diviso in più parti, ospitò, per tutto il XIX secolo, botteghe, magazzini e fabbriche, tra cui la sede di un'azienda di alambicchi e strumenti di distillazione. La parte orientale del giardino, compreso un laghetto, venne edificata. Tra i tanti inquilini ci furono Alphonse Daudet, che visse nell'hôtel con la sua famiglia dal 1867 in poi, e che invitò amici come Tourgueniev, Flaubert e Edmond de Goncourt.

### Un punto di riferimento storico riconosciuto
Nel 1872 e nel 1873 emerse in consiglio comunale l'idea di acquistare e restaurare l'edificio, per ampliare il vicino Museo Carnavalet. Ciò non si realizzò fino al marzo 1928: la città di Parigi acquistò l'hôtel dando in cambio, come compenso al precedente proprietario, un più ampio lotto libero vicino alla Porte de Champerret.
Nonostante il progetto iniziale, il Comune decise di trasferire la sua biblioteca storica comunale nell'edificio, la Bibliothèque Historique de la Ville de Paris, precedentemente ospitata nell'Hôtel Le Peletier de Saint-Fargeau, permettendo a quest'ultimo di essere annesso al Museo Carnavalet. Tra il 1955 e il 1968, l'edificio fu restaurato e ampliato per ospitare la biblioteca. Gli architetti del sito del patrimonio Jean-Pierre Paquet, Jean Creuzot e André Vois, rinforzarono l'edificio che rischiava di crollare e demolirono tutte le aggiunte del XIX secolo nel cortile e nei giardini, riportandolo al suo aspetto attuale, compreso gli interni e le pannellature dipinte. Dal 1964 in poi, è stata aggiunta una nuova ala a sud, che funge da area di conservazione per le crescenti collezioni d'archivio. La nuova costruzione è stata volutamente mantenuta semplice e austera per mettere in risalto l'originale e restaurato hôtel rinascimentale. Sotto le fondamenta sono stati scavati anche altri due piani interrati.

Restauri ed ampliamenti del XX secolo (1955-1968)
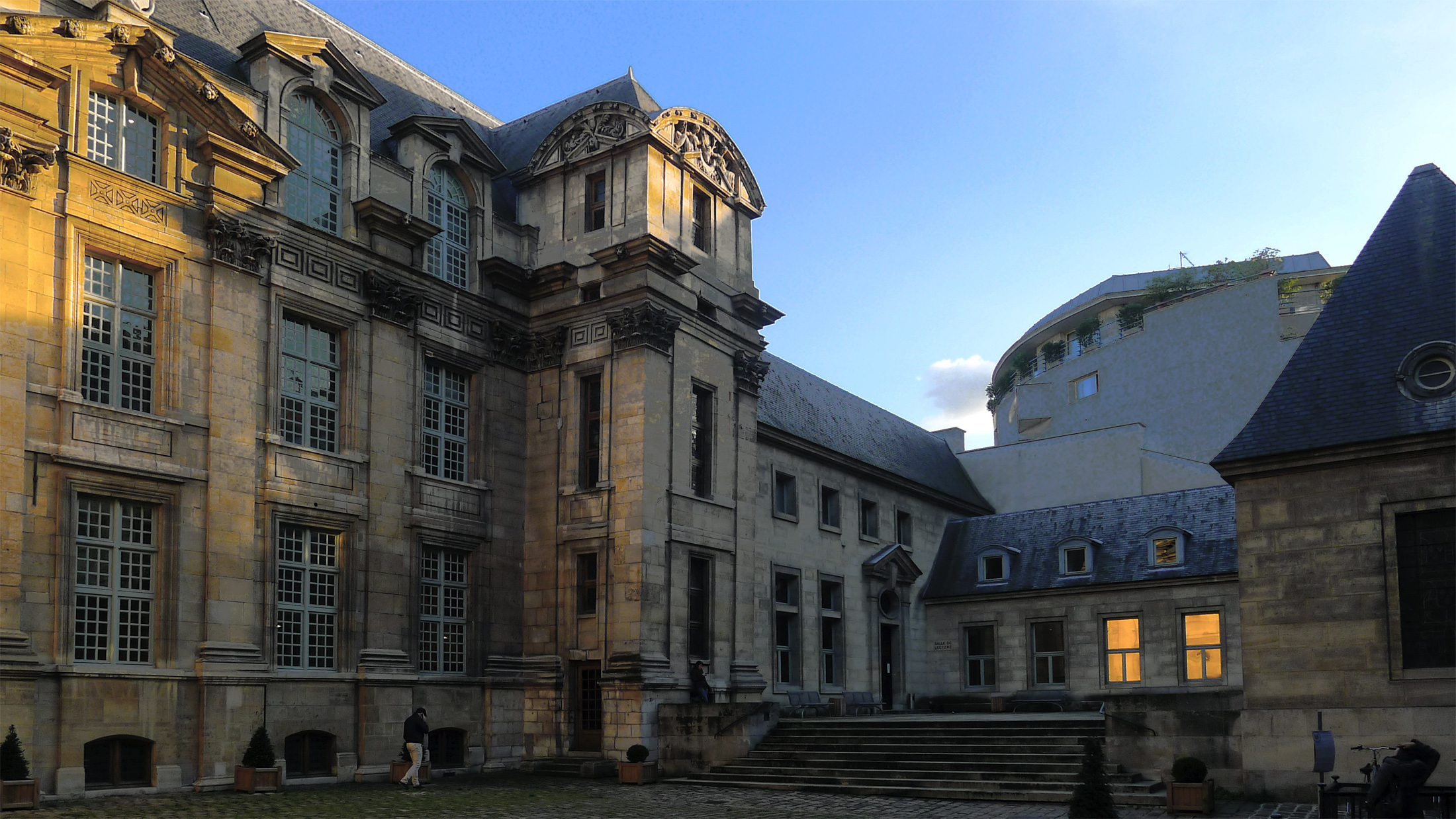
La nuova ala a U a destra, con la facciata originaria del XVI secolo a sinistra
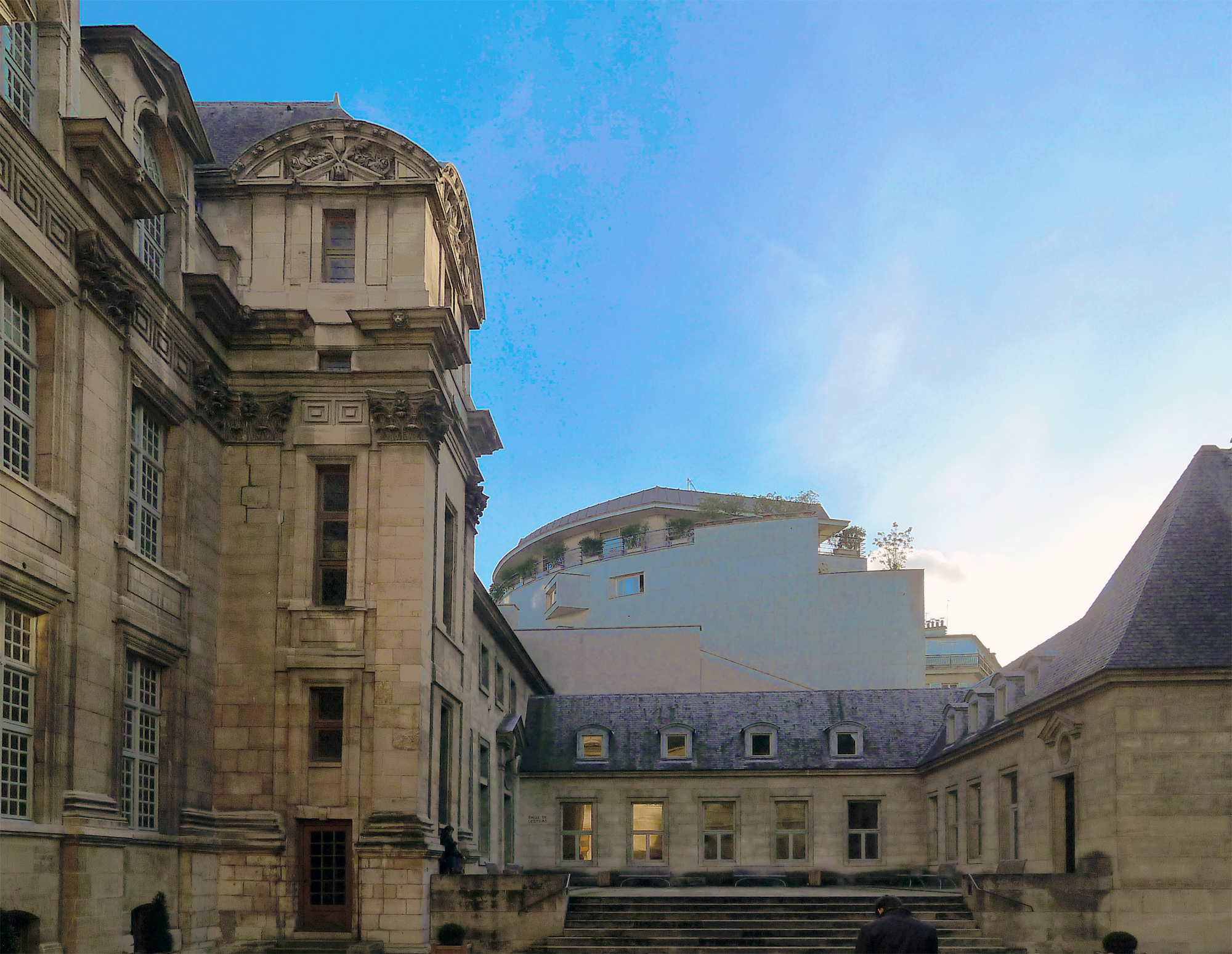
Estensioni dal cortile principale
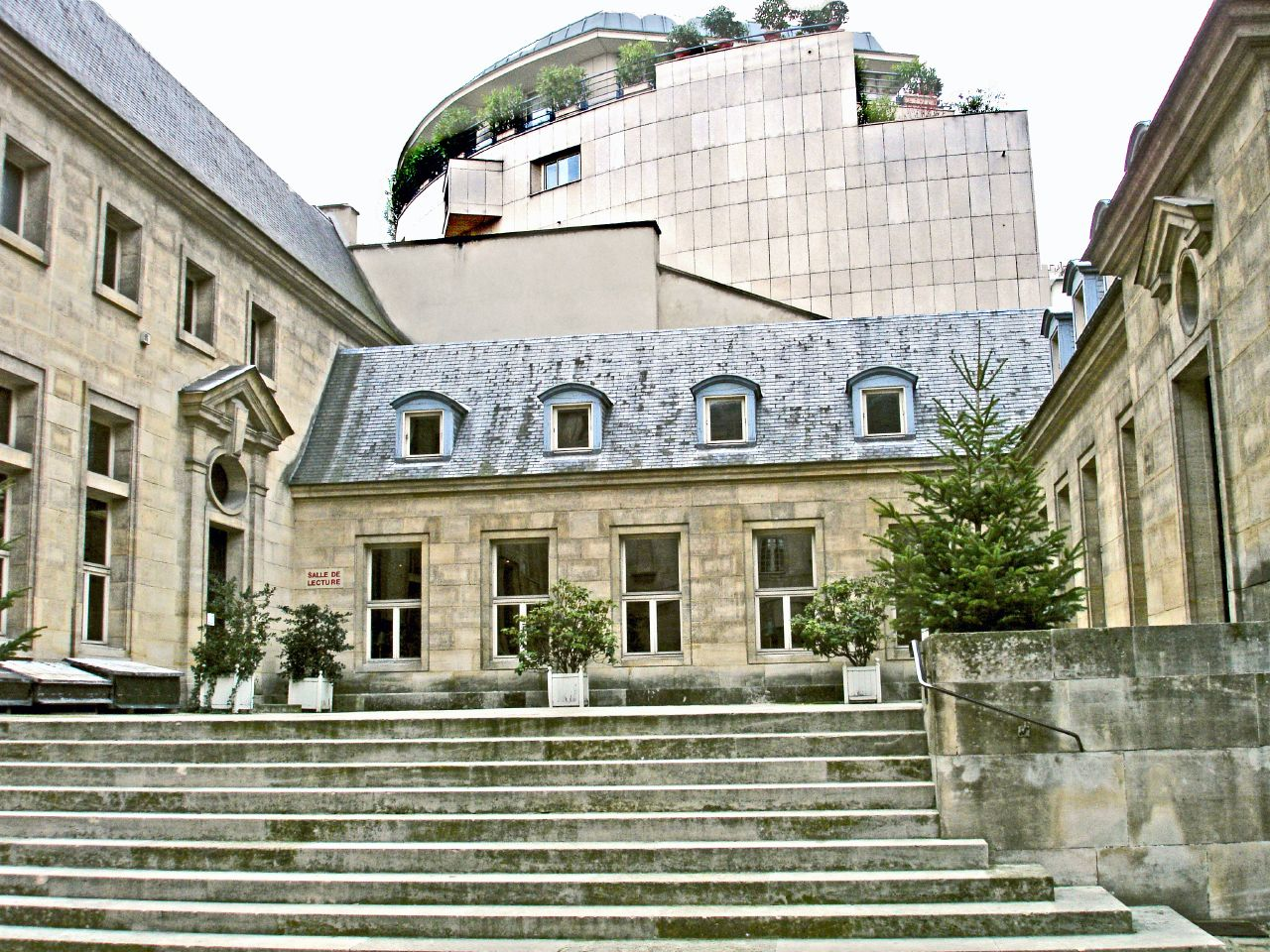
Vista più ravvicinata dell'estensione
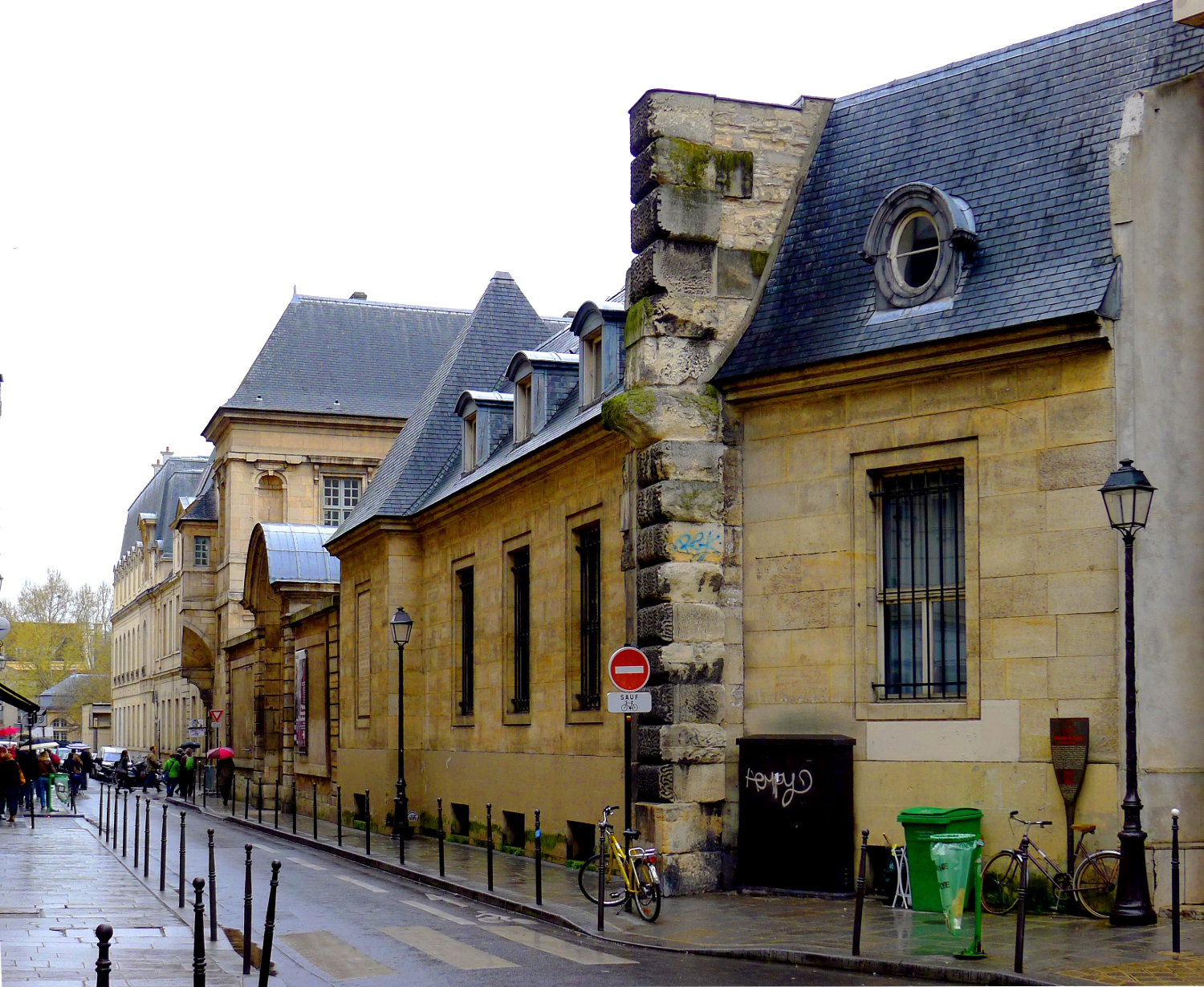
La nuova ala ha anche una facciata su strada (il portale principale è a sinistra dell'immagine), in cui è stato conservato un muro del carcere La Force, già in questa posizione